# Strahinja Eraković
Strahinja Eraković (en serbe : Страхиња Ераковић), né le 22 janvier 2001 à Batajnica en Serbie, est un footballeur international serbe qui évolue au poste de défenseur central au Zénith Saint-Pétersbourg.

## Biographie

### Carrière en club
Né à Batajnica en Serbie, Strahinja Eraković est formé dans l'un des plus grands clubs du pays, l'l'Étoile rouge de Belgrade. Le 1er septembre 2017, il signe son premier contrat professionnel avec son club formateur. Il commence toutefois sa carrière dans un autre club de la capitale serbe, le FK Grafičar, où il est prêté lors de la saison 2019-2020.
Eraković est ensuite de retour à l'Étoile rouge, jouant son premier match pour son club formateur le 1er août 2020 lors de la première journée de la saison 2020-2021 du championnat, face au FK Novi Pazar. Il est titularisé et son équipe s'impose par trois buts à zéro.
Il remporte son premier trophée lors de la saison 2020-2021, en étant sacré Champion de Serbie.
Le 23 juillet 2023, Strahinja Eraković rejoint la Russie afin de s'engager en faveur du Zénith Saint-Pétersbourg. Il signe un contrat de quatre ans, soit jusqu'en juin 2027, avec une année supplémentaire en option.
Il joue son premier match pour le Zénith le 29 juillet 2023, lors d'une rencontre de championnat face au FK Rostov. Il entre en jeu et les deux équipes se neutralisent (1-1 score final).

### En sélection
Avec l'équipe de Serbie des moins de 17 ans, il est sélectionné pour participer au championnat d'Europe des moins de 17 ans en 2018. Lors de ce tournoi organisé en Angleterre il joue les trois matchs de son équipe en tant que titulaire et officie une fois comme capitaine. Son équipe est toutefois éliminée dès la phase de groupe avec trois défaites en autant de matchs.
Strahinja Eraković joue son premier match avec l'équipe de Serbie espoirs contre la Pologne le 9 octobre 2020. Il est titularisé ce jour-là au poste d'arrière droit et son équipe s'impose par un but à zéro.
En mai 2022, Strahinja Eraković est convoqué pour la première fois avec l'équipe nationale de Serbie. Il honore sa première sélection avec la Serbie lors de ce rassemblement, le 2 juin 2022 contre la Norvège. Il entre en jeu à la place de Miloš Veljković et son équipe s'incline par un but à zéro.
Le 11 novembre 2022, il est sélectionné par Dragan Stojković pour participer à la Coupe du monde 2022.
Eraković marque son premier but pour la Serbie le 16 juin 2023, à l'occasion d'un match amical contre la Jordanie. Titularisé, il ouvre le score à la septième minute de jeu, et son équipe s'impose par trois buts à deux.

## Palmarès
Étoile rouge de Belgrade
- Championnat de Serbie (1) :
  - Champion : 2020-2021.